# Brentidae
Los bréntidos (Brentidae) son una familia cosmopolita de coleópteros polífagos de la superfamilia Curculionoidea, primariamente xilófagos, es decir gorgojos de pico recto. El concepto de esta familia se ha expandido recientemente con la inclusión de tres grupos incluidos antes en Curculionidae: las  subfamilias Apioninae, Cyladinae, y Nanophynae. La familia comprende 1.690 especies descritas (Sforzi y Bartolozzi, 2004), y son más diversas en los trópicos, pero existen en todas las regiones templadas del mundo. Están entre las familias de gorgojos que no tienen las antenas acodadas. Tienden a ser alargados y aplanados, aunque hay numerosas excepciones.

## Clasificación
Según Sforzi y Bartolozzi (2004), basados en Alonso-Zarazaga y Lyal (2002):
Brentidae Billberg, 1820 
Subfam. Brentinae Billberg, 1820  (514 especies)
Subfam. Cyphagoginae (400 especies)
Subfam. Pholidochlamydinae (1 especie, Madagascar)
Subfam. Taphroderinae (62 especies)
Subfam. Trachelizinae (688 especies)
Subfam. Ulocerinae (26 especies)
Subfam. Antliarhininae Schoenherr, 1823, (7 especies, en Cycadales africanas)
Subfam. Eurhynchinae Lacordaire, 1863, (30 especies)
Subfam. Cycladinae Schoenherr, 1823, (24 especies, incluyendo el tetuán del boniato)
Subfam. Brachycerinae
Tribu Microcerini (67 especies)

## Algunos géneros
- Arrhenodes Schönherr, 1826
- Brentus Fabricius, 1787
- Cylas Latreille, 1802
- Orychodes
- Diurus
- Ischnopterapion

## Filogenia
Oberprieler, 2000; Wanat, 2001

## Galería de imágenes

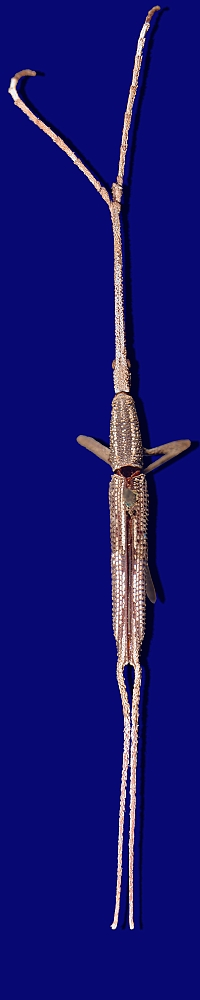
Diurus completus
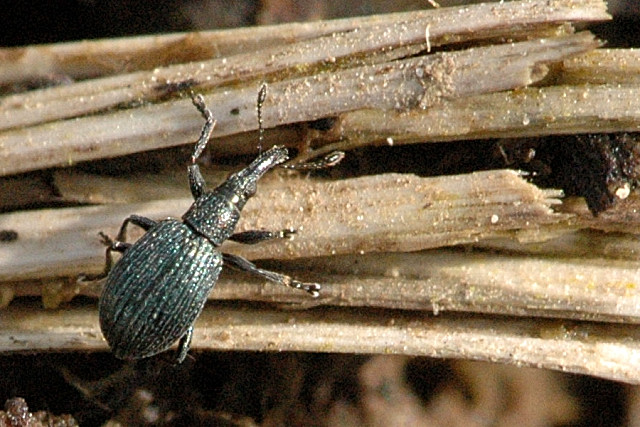
Ischnopterapion virens